# Frisange
Frisange (in lussemburghese: Fréiseng; in tedesco: Frisingen) è un comune del Lussemburgo meridionale. Fa parte del cantone di Esch-sur-Alzette, nel distretto di Lussemburgo.
Nel 2005, la città di Frisange, capoluogo del comune che si trova nella parte settentrionale del suo territorio, aveva una popolazione di 1 302 abitanti. Le altre località che fanno capo al comune sono Aspelt e Hellange.

## Monumenti e luoghi d'interesse
- Castello di Aspelt